# スラィリー
スラィリー（SLYLY）は、日本プロ野球・広島東洋カープのマスコットである。

## 概要
1995年7月29日、初代の広島市民球場での中日戦で初登場。背番号は「!」。よく「スライリー」と表記されるが、正しくは「イ」が小文字である。slylyとは、英語で「お茶目な」、「いたずら好きな」という意味である。
青緑のけむくじゃらの身体に、カープのホームユニフォームを着ている。デザインは『セサミストリート』のキャラクターデザインを手がけたアメリカのハリソンエリクソン社によるもので、同社がデザインを手がけたフィラデルフィア・フィリーズの「フィリー・ファナティック」と外見が似ているが、マスコット栄誉の殿堂でのフィリー・ファナティックの説明では、スラィリーについて「フィリー・ファナティックの『Counterpart』（片割れ、分身）」と記されている。イラストだけに使われるカープ坊やと異なり、着ぐるみが球場に現れる。
鼻の部分にピロピロ笛が内蔵されており、それを伸ばして喜怒哀楽を表現する。
基本は無表情だが、目を閉じて微笑っていたり、怒っているかのような表情もすることがある。また目に炎が燃えていたり、ハートマークが現れることもある。
大量得点や大型連勝など、チームがハッピーなときには、ピンクに変色した「ハッピースラィリー」が唐突に現れる。スラィリーとは別個体ではなく、突然変異型という位置づけである。こちらは2002年より登場。前田智徳が2000本安打を達成した2007年9月1日や、2008年9月28日の初代の広島市民球場最後の公式戦のセレモニーにも現れている。そのため、他のチームは阪神タイガースのトラッキーのガールフレンドに「ラッキーちゃん」、埼玉西武ライオンズのレオの妹・「ライナ」などといったメインマスコットキャラクターの対になる女の子キャラクターがいるが、広島はスラィリーのみである。しかし、常に1人で行動しているわけではなく、黒衣が2人もしくは3人、付き添ってパフォーマンスをしている。

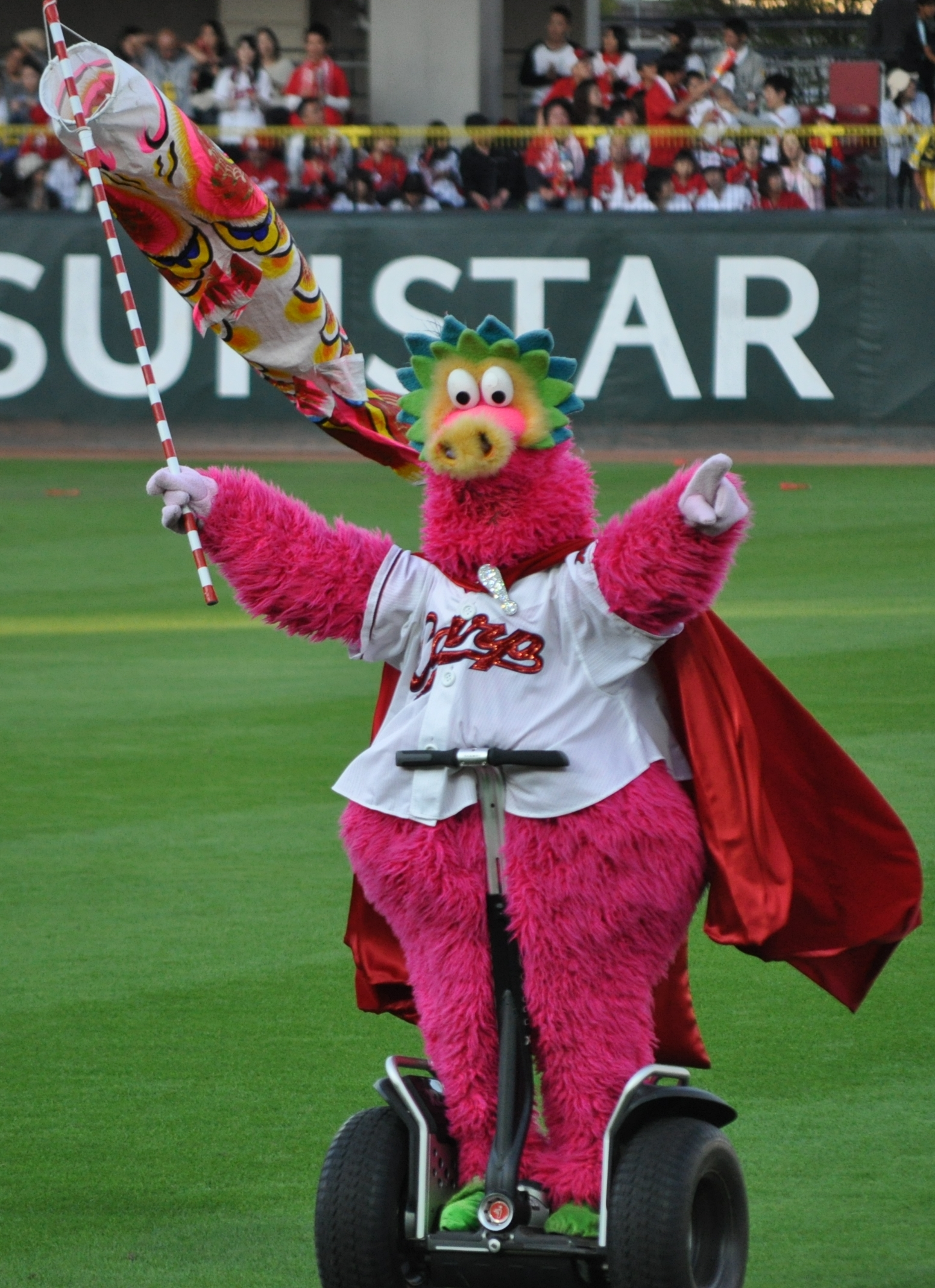
セグウェイでマツダスタジアムを走るハッピースラィリー

## データ
- 誕生日：1995年7月29日
- 身長：210cm
- 体重：100kg
- ウエスト：230cm
- 足：45cm
- たてがみ：70cm
- しっぽ：30cm
- 鼻高：20cm
- 背番号：!
- 趣味・特技：いたずら・ダンス・ヒーローインタビュー
- 好きな物：春・鯉のぼり・お好み焼き
- 苦手な物：夏・虫（セミ・ゴキブリ・ヤブ蚊はダメ）・ブルーハワイ

なお、旧球団公式サイトにおいては、年齢、性別、国籍は「??」とされていた。

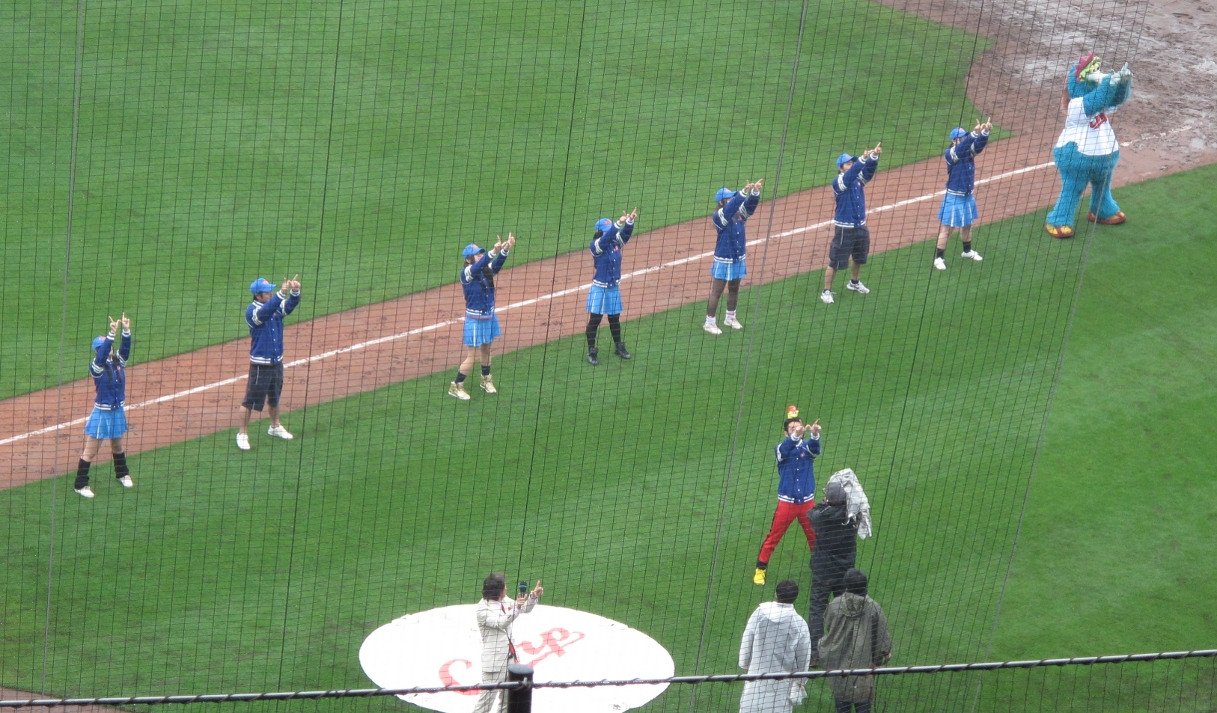
『CCダンス』初披露の際のスラィリー

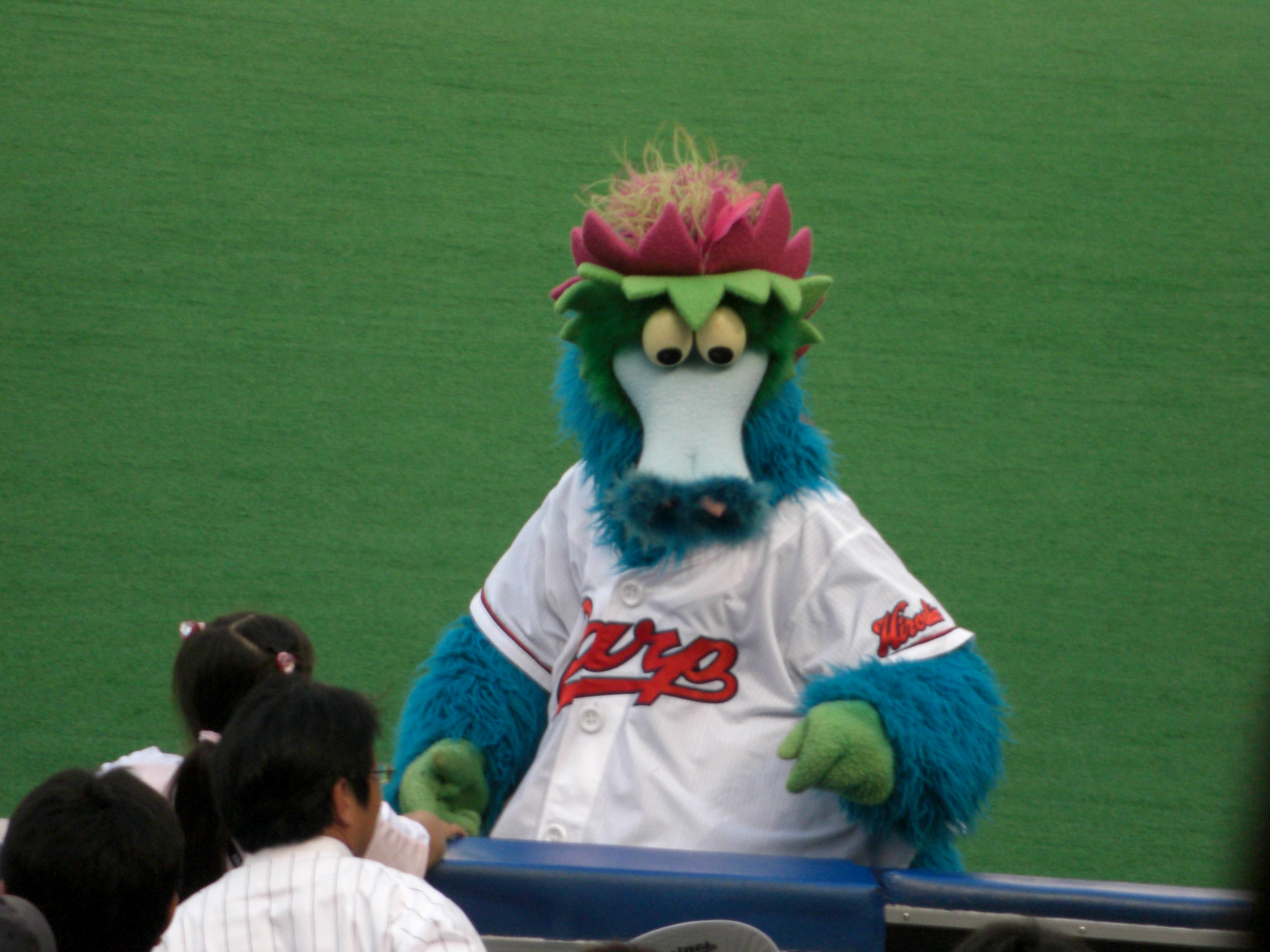
観客とふれあうスラィリー
千葉マリンスタジアムにて

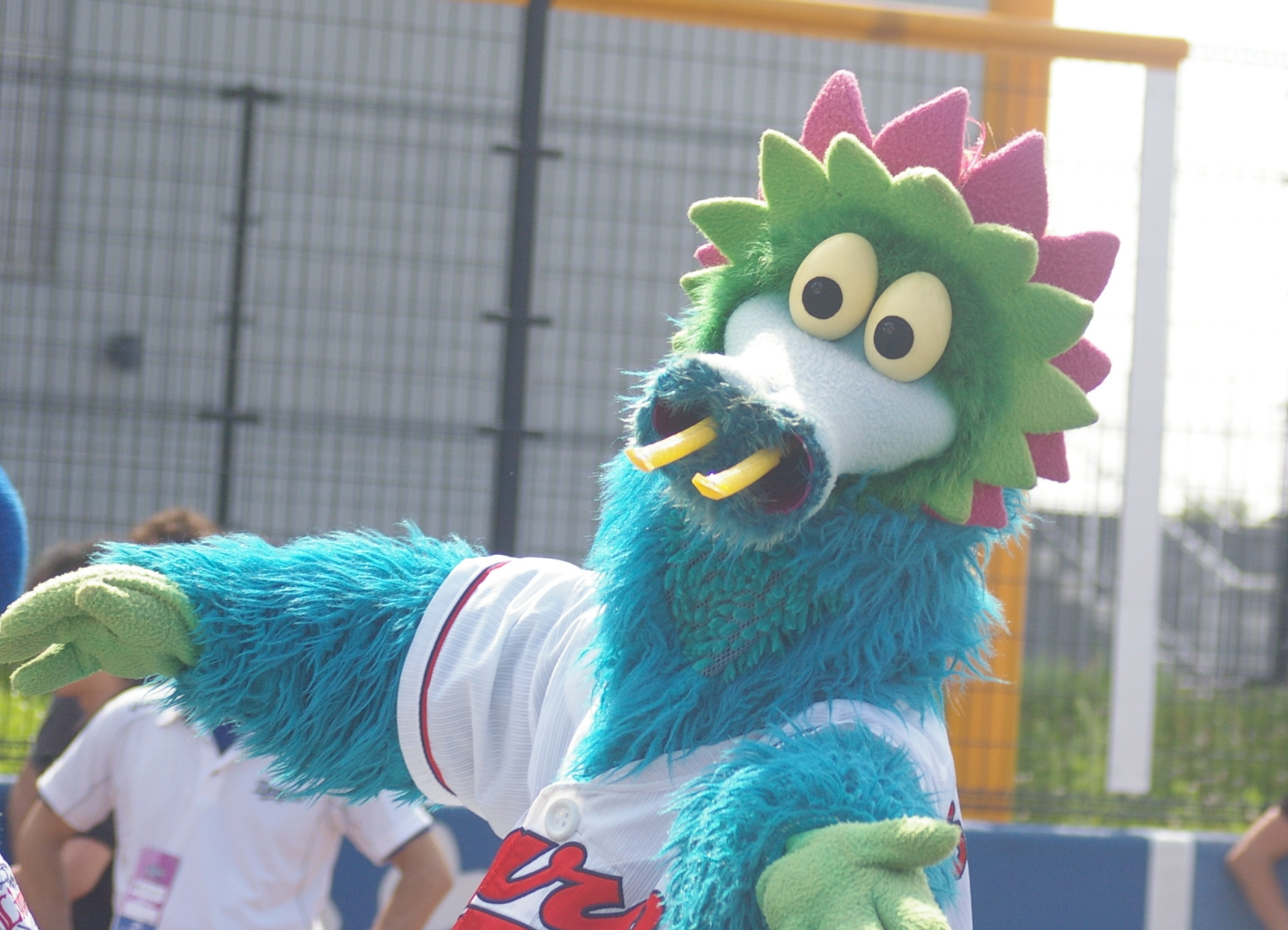
ピロピロ笛を見せるスラィリー

## エピソード
- 1999年の倉敷マスカットスタジアムの対阪神戦にて、試合が雨で中断している際に阪神ファンがグラウンドに乱入。警備員に追われ、走り回っていたところを、スラィリーが追いかけて羽交い絞めにして制止した。
- 2000年6月13日の対ヤクルト戦にて、石井一久が2回途中で左肩に違和感を訴え、降板。その際にパフォーマンスとして古田敦也がマウンドに、スラィリーがバッターボックスに立った。古田の投じた一球はスラィリーが見事バットに当て、1塁側スタンドに運んだ。
- 2006年には、スラィリーとカープ坊やを主人公にした、カープ公認の絵本『ホームラン――カープ坊やとスラィリーの絵本』が発売された。内容は2人が冒険をしながらセ・リーグの他5球団のキャラクターを模した敵の怪物たち（トラ、竜、ツバメ、大男、星の番長）の襲撃を切り抜けていくというものである[2]。
- スーツアクターは、アメリカから呼び寄せたプロ・マスコット・パフォーマーが務めている[3]。
- 2011年9月4日、マツダスタジアムで行われた対中日戦にて、7回裏の広島の攻撃前、セグウェイでグラウンドを走っていたスラィリーがグラウンドスタッフの女性を轢く事故が発生。スタッフは1週間通院する怪我を負った。
- 2015年5月10日、阪神甲子園球場にて開催された対阪神戦にて、パフォーマンスをしていたところ、目玉が外れて職員がつけ直すという事態が発生。同様の事態は同年6月12日に福岡ヤフオク!ドームにて開催された対ソフトバンク戦でも発生している[4]。
- 2020年放映のテレビアニメ『トミカ絆合体 アースグランナー』第35話にゲスト出演し、他のセ・リーグマスコットもカメオ出演を果たした。
- 2025年2月1日に公式Instagramが開設。開設から1ヶ月程度でフォロワー数2万人を突破し、約半年後の7月には異例のスピードで5万人を突破した。